# جبل رثباء
جبل رثباء من سلسة جبال السروات، يقع في بمنطقة عسير بلقرب من مدينة أبها. ويبلغ ارتفاعه 2,744 م (9,003 قدم)*.